# Anakorete
Anakorete (u prijevodu: pustinjakinje) su rimokatolička redovnička zajednica u Hrvatskoj.

## Povijest
Najmlađa su redovnička zajednica na svijetu. Osnovala ju je Danica Merćep, uz suglasnost splitsko-makarskog nadbiskupa Frane Franića. 1982. je godine započela redovnički život izvan dosadašnjih redovničkih zajednica s posebnim Programom načina života. Nadbiskup Franić odobrio je taj Program 14. ožujka 1984. godine. Nakon što se je umirovio, isto su napravili i njegovi nasljednici na nadbiskupskoj stolici Ante Jurić i Marin Barišić. Red je priznao i papa Ivan Pavao II.
Danica Merćep je na dne 28. lipnja 1984. godine nastanila u posebnom stanu u Pastoralnom centru sv. Petra u Splitu. Položila je privremene i poslije i doživotne zavjete. Monika Galić joj se pridružila 11. rujna 1989. godine koja je također položila doživotne zavjete. Život provode u molitvi, posebice njeguju pobožnost prema euharistijskom Isusu. Prigodom molitava nose svoje redovničko odijelo. Iz stana izlaze za osobne potrebe i prigodom zajedničke šetnje.
Danas postoje samo dvije pripadnice ovog reda i one žive i djeluju u Hrvatskoj, u Splitu. Žive već preko 25 godina u prostoriji od 20 četvornih metara bez prozora u konkatedralnoj kući, u kojoj je kapela Ranjene Gospe, gdje se pred izloženim Presvetim oltarskim sakramentom klanjaju svakodnevno najmanje osam sati.
Glavno poslanje anakoreta je molitva za posvećenje svećeničkog reda i hrvatski narod. Vode euharistijsku molitvenu zajednicu za mlade i za sve ostale koji žele doći i klanjati se.
Anakorete nemaju svojih prihoda, nego žive od milodara.

### Samostan
Samostan anakoreta kao ustanova osnovan je 2009. godine.
U aktu iz prosinca 2012. koji je potpisao splitski gradonačelnik Željko Kerum odobrena je donacija za izgradnju samostana za sestre anakorete – klanjateljice Presvete euharistije, koji bi se trebao graditi na Lokvama, sjeverno od konkatedrale sv. Petra u Stepinčevoj ulici.  Novac je osiguran u sredstvima proračuna za 2012. godinu iz Ureda gradonačelnika kroz program sponzorstva, pokroviteljstva i donacija korištenjem sredstava pričuve.
Listopada 2012. Grad Split je sestrama anakoretama kao investitoricama gradnje samostana te obiteljima Ferić, Nižetić, Kovačić i Jakaša dao suglasnost (koja se odnosi na zemljište koje je u sastavu novoformirane građevne čestice) u postupku ishođenja lokacijske dozvole, za čije je ishođenje postupak u tijeku.
Samostan bi se gradio na dijelu gradskog zemljišta koje je zajedno s parcelama koje su u postupku povrata dobile rečene splitske obitelji, a sve kako bi se sukladno GUP-u mogla formirati građevinska parcela, na kojoj bi se gradio i stambeno-poslovni objekt i dječje igralište. Nakon što se dobije potvrda glavnog projekta, mogla bi uskoro početi i gradnja samostana.
Projekt samostana već je napravljen. Autor je Nenad Mikulandra. Zgrada bi bila od dviju etaža. Prva bi imala kapelu za vječno klanjanje Presvetom oltarskom sakramentu na dvije visine, koji bi svima bio izložen 24 sata. Na drugoj etaži bio bi prostor za smještaj sestara – sobe, kuhinja i blagovaonica.

## Vanjske poveznice
- Samostan anakoreta[neaktivna poveznica]